# Stilbus testaceus
Stilbus testaceus – gatunek chrząszcza z rodziny pleszakowatych.

## Taksonomia
Gatunek ten opisany został po raz pierwszy w 1797 przez Georga Wolfganga Franza Panzera pod nazwą Anisotoma testacea.

## Morfologia
Chrząszcz o ciele szeroko-owalnym, silnie wysklepionym, długości od 1,8 do 2,3 mm. Głowa i przedplecze są ubarwione ciemnobrązowo z czerwonawym połyskiem. Czułki mają buławkę o stosunkowo zwartym zestawieniu członów. Przedplecze ma żeberko przy podstawie, a jego kąty tylne w widoku bocznym są proste. Tarczka długością niemal dorównuje szerokości oka. Pokrywy są lśniąco czerwonobrązowe z wyraźnie rozjaśnionymi wierzchołkami. Mają pojedynczy rowek przyszwowy oraz mikrorzeźbę złożoną z falistych linii lub siatki nieregularnych wielokątów. Kolor przedpiersia jest czerwonobrązowy. Linie biodrowe na zapiersiu tworzą kąt ostry. Odnóża mają jasnobrązowe ubarwienie.

## Ekologia i występowanie

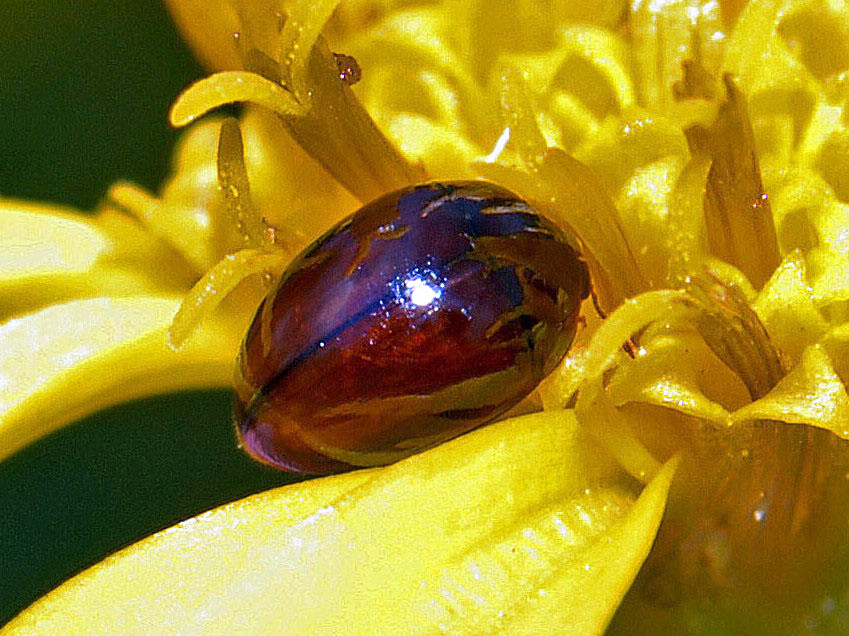
Imago na kwiecie

Owad umiarkowanie wilgociolubny. Zasiedla skraje lasów, zręby, przesieki, polany i łąki. Osobniki dorosłe od maja do października bytują na kwitnących roślinach zielnych i trawach. Zimują pod opadłym listowiem i wśród mchów. 
Gatunek palearktyczny, znany Portugalii, Hiszpanii, Wielkiej Brytanii, Francji, Holandii, Niemiec, Szwajcarii, Austrii, Włoch, Malty, Danii, Szwecji, Norwegii, Finlandii, Estonii, Łotwy, Polski, Czech, Słowacji, Węgier, BiałorusiUkrainy, Rumunii, Chorwacji, Bośni i Hercegowiny, Albanii, Grecji, Bliskiego Wschodu, Madery, Wysp Kanaryjskich i kontynentalnej Afryki Północnej.